# Solheim Cup 2011
Navigation
2009 2013
La Solheim Cup 2011, douzième édition de la Solheim Cup, a lieu du 23 au 25 septembre 2011 dans le comté de Meath, en Irlande. Elle est remportée par l'Europe.